# Лин Чиенљанг
Лин Чиенљанг (кин: 林建良, романизовано Lin Chien-liang; Тајпеј, 25. новембар 1995) тајвански је пливач чија специјалност су спринтерске трке слободним и делфин стилом.

## Спортска каријера
Први значајнији резултат на међународној сцени Лин је остварио на Азијским играма 2014. у Инчону где је као члан тајванске штафете на 4×100 слободно освојио четврто место у финалу. Сличан успех постигао је и четири године касније у Џакарти где је, поред петог места у финалу штафетне трке на 4×100 слободно, заузео осмо место у финалу трке на 50 слободно.
На светским првенствима је дебитовао 2018. на првенству у малим базенима у Хангџоуу где се углавном фокусирао на трке штафета. На првенству у великим базенима у корејском Квангџуу 2019. такмичио се у три дисциплине —  
50 делфин (53. место), 100 слободно (67) и 4×100 слободно (23. место).